# Lichk (Gegharkunik)
Lichk (in armeno Լիճք?, in passato Gyol) è un comune dell'Armenia di 5 350 abitanti (2009) della provincia di Gegharkunik.